# St. Allen
St. Allen / St Allen / St. Alunus – osada i civil parish w Anglii, w Kornwalii. W 2011 roku civil parish liczyła 456 mieszkańców.